# Hoher Berg (Wusterhusen)
Der Hohe Berg ist eine 48 m ü. NHN hohe Erhebung in der Gemeinde Wusterhusen im Landkreis Vorpommern-Greifswald im Nordosten von Mecklenburg-Vorpommern. Er liegt ostnordöstlich des Kernorts und entstand wie die meisten Erhebungen in der Region während der Weichseleiszeit. Auf der Erhebung steht ein Sendeturm.